# 须菩提

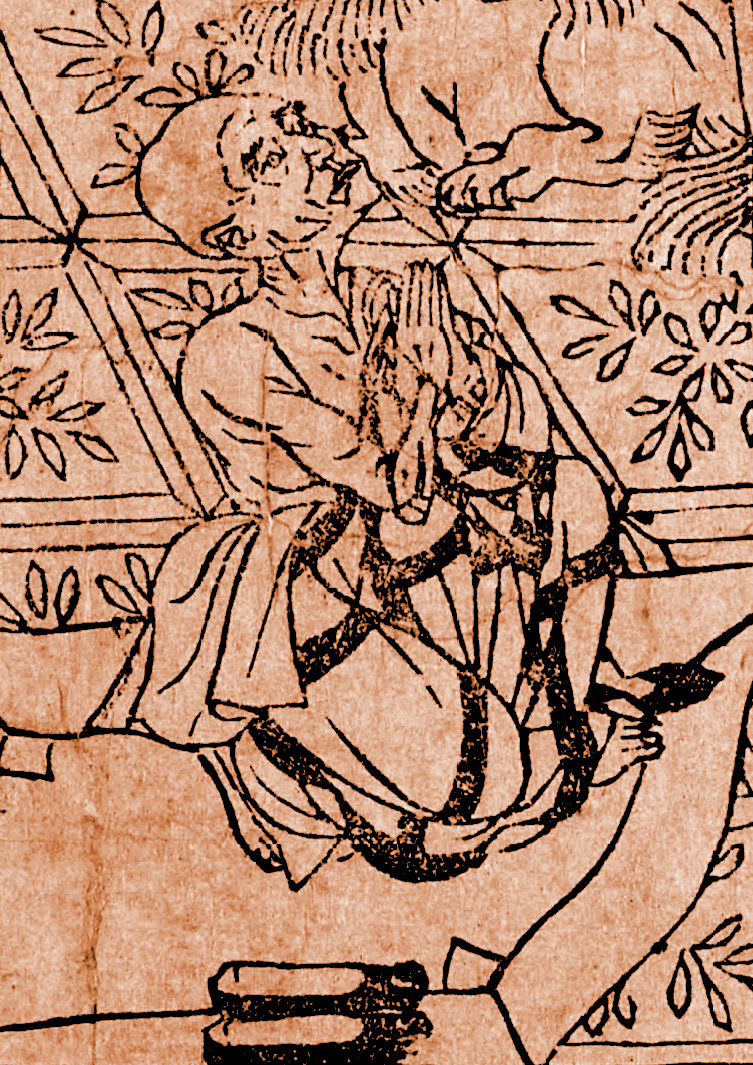
須菩提

須菩提（Subhūti），又譯為蘇補底、須浮提、須扶提，意思為善現、妙生、善吉、空生。《法苑珠林》卷二十五記載釋迦牟尼佛五百弟子中有兩個須菩提，一位出身王室，名叫天須菩提。另一位就是善於解悟空性的须菩提。

## 解空第一須菩提
須菩提是古印度拘撒羅國舍衛城人，出生婆羅門教家庭。古印度拘萨罗国舍卫城长者鸠留之子，释迦牟尼十大弟子之一，以“恒乐安定、善解空义、志在空寂”著称，號稱「解空第一」。
須菩提每次都到富者門第化緣，因他同情窮人的貧困，不願意再讓窮人花費；而大迦葉卻都向窮人化緣，因大迦葉想要賜與貧家累積善業的機會。釋迦佛對這兩者都予以責備，佛說化緣、布施都應隨順自己的因緣，不應該特選檀越。
《金剛般若波羅蜜經》即是須菩提與佛的對談記錄。他屡见于般若经典中，此外见于《中阿含經》卷四十三《拘楼瘦无诤经》、《增一阿含经》卷三、卷二十八、《大毗婆沙论》卷一七九的“尊者善現”、《大智度论》卷五十三。
《法華經》中須菩提被佛陀授記將來無量劫後會成佛，佛號是名相如來。

## 文學形象
在《西遊記》中的人物，稱菩提祖師或須菩提祖師。他在靈台方寸山斜月三星洞修行，孫悟空耳聞傳言後前往拜師，菩提祖師收孫悟空為徒，傳授他七十二般變化、長生不老和觔斗雲等法門。他被描寫為既精通道教也精通佛教的神仙形象。